# Freddy Maertens
Freddy Maertens (ur. 13 lutego 1952 w Lombardsijde) – belgijski kolarz szosowy, czterokrotny medalista mistrzostw świata.

## Kariera
Maertens zaliczany jest do najlepszych sprinterów lat 70 XX w. W swojej karierze, w latach 1972-1985, odniósł łącznie 221 zwycięstw. Udało mu się odnieść tylko kilka zwycięstw w klasyfikacji łącznej dużego wyścigu etapowego: w Paryż-Nicea, Dookoła Katalonii oraz w Vuelta a España w 1977, ale był chyba za to największym „łowcą etapów”. Na Tour de France wygrał łącznie piętnaście etapów, a w latach 1976, 1978 i 1981 zdobywał za każdym razem zieloną koszulkę. W samym tylko roku 1976 wygrał prolog i siedem etapów. Podobnie szczęśliwy był dla niego Tour w roku 1981, kiedy udało mu się odnieść sześć zwycięstw etapowych. Mimo że na Tour de France odnosił takie sukcesy, nigdy nie udało mu się wygrać żadnego z tzw. monumentów kolarstwa, czyli pięciu najstarszych i najważniejszych klasyków. Maertens jest ponadto rekordzistą pod względem liczby zwycięstw w wyścigu Quatre Jours de Dunkerque – wygrywał tę imprezę w latach 1973, 1975, 1976 i 1978.
Pierwszy medal na dużej międzynarodowej imprezie zdobył w 1971 roku, zajmując drugie miejsce w wyścigu ze startu wspólnego amatorów podczas mistrzostw świata w Mendrisio. W zawodach tych wyprzedził go jedynie Francuz Régis Ovion, a trzecie miejsce zajął Hiszpan José Luis Viejo. Po przejściu na zawodowstwo zdobył jeszcze trzy medale w tej konkurencji: srebrny na mistrzostwach świata w Barcelonie (1973) oraz złote na mistrzostwach świata w Yvoir (1976) i mistrzostwach w Pradze (1981). W 1972 roku wystartował w wyścigu ze startu wspólnego na igrzyskach olimpijskich w Monachium, kończąc rywalizację na trzynastej pozycji.

## Ważniejsze zwycięstwa
- GP Scheldeprijs – 1973
- Quatre Jours de Dunkerque – 1973, 1975, 1976 i 1978
- Dookoła Belgii – 1974, 1975
- Paryż-Bruksela – 1975
- Gandawa-Wevelgem – 1975, 1976
- Paryż-Tours – 1975
- Omloop Het Volk – 1977, 1978
- Mistrzostwo Świata – 1976, 1981
- Rund um den Henninger Turm – 1976
- Mistrzostwo Belgii - 1976
- Zielona koszulka najlepszego sprintera Tour de France – 1976, 1978, 1981
- Amstel Gold Race – 1976
- Mistrzostwa Zurychu – 1976
- Grand Prix des Nations – 1976
- Brabantse Pijl – 1976
- Vuelta a España – 1977 (w tym 13 zwycięstw etapowych)
- Volta Ciclista a Catalunya – 1977
- Paryż-Nicea – 1977
- E3 Prijs Vlaanderen – 1978